# Kamelie (duo)
Kamélie (v Německu známé jako Hana und Dana) je ženské pěvecké duo tvořené českými zpěvačkami Hanou Buštíkovou a Danou Vlkovou. Kamélie byly populární zejména v 80. letech 20. století. Založeny byly roku 1980.
Tvůrčí zázemí dua tvořili Petr Dvořák a Pavel Růžička (neboli Petr a Pavel Orm). Velkou část textů pro ně napsal Eduard Krečmar. Hodně vystupovaly i v zahraničí, natočily pro svá zahraniční turné i tři desky v angličtině a dvě v němčině (v Německu zpívaly povětšinou ve stylu country, český divák však znal Kamélie spíše jako duo popové a diskotékové). V Československu vydaly sedm LP.
Seznámily se jako doprovodné zpěvačky v koncertním programu Josefa Laufera. Hana Buštíková vystupovala před vznikem Kamélií též ve dvojici s Jiřím Kornem.
Dana Vlková se proslavila též rolí paní Irmy v Kachyňově filmu Smrt krásných srnců. Objevila se i ve filmech Anděl s ďáblem v těle či Prodavač humoru. V Andělu s ďáblem v těle hrála i Hana Buštíková, objevila se též jako Kalinova dcera v hudební komedii Trhák, zpívá pěvecký part Jany Brejchové v Sequensově psychologické krimi Pokus o vraždu z roku 1973.